# Меј-Брит Мосер
Меј-Брит Мосер је била норвешки психолог, неуронаучник и директор департмана Центра за неурална израчунавања на Норвешком универзитету науке и технологије. Она и њен тадашњи муж, Едвард Мосер, поделили су Нобелову награду за медицину или физиологију 2014, која је додељена за рад на подручју новооткривених мрежних ћелија у етхорниалном кортексу, као и за откриће неколико типова ћелија за мапирање простора у истој неуралној мрежи.

## Лични живот
Меј-Брит је рођена у Фосновогу, Норвешкој, 1963. године. Она и њен муж похађали су исту средњу школу, али су се боље упознали тек када су завршили исти факултет. Њени омиљени предмети у школи били су математика и физика. Обоје су се сложили да би требало да студирају психологију и да раде заједно, те је тако и настала њихова романтична веза. Венчали су се 1985. и имају две кћерке. Развели су се 2016. године.

## Каријера
Меј- Брит Мосер је дипломирала психологију 1990. године на Универзитету у Ослоу. Докторирала је неуропсихологију на истом универзитету 1995. године, под супервизијом познатог неуронаучника Пола Андерсона. Мосерови су се вратили у Норвешку 1996, где је Меј-Брит била именована за ванредну професорку биолошке психологије на Норвешком универзитету науке и технологије 2000. Била је унапређена у редовну професорку на катедри за неуронауку. Мосерови су били кључни за оснивање Центра за биологију памћења и Института за системску неуронауку.
Њихов пионирски рад, заједно са њиховим ментором, тицао се можданих механизама за мапирање простора. Они су открили посебну врсту ћелија које су важне за мапирање простора близу хипокампуса, једне дубоке регије у мозгу која је важна за кодирање простора и епизодичку меморију. Такође су и истраживали корелацију између анатомске структуре хипокампуса и социјалног учења код пацова. Њихов рад је омогућио научницима да стекну нова знања о когнитивним процесима и дефицитима у мапирању простора који су повезани са људским неуролошким стањима, попут Алцхајмерове болести.
Године 2013. Привредна комора Трондхејма је доделила Мадам Бејер награду Мосеровој, која се додељује брилијантним пословним лидеркама. Награда јој је додељена као признање за њено изврсно лидерство, научна постигнућа и њене високе етичке стандарде, као и за њен стални фокус на тимском раду и друштвеном духу